# 1976년 텔레비전 애니메이션 목록
다음은 1976년에 방송된 텔레비전 애니메이션이다.

## 일본
| 제목                     | 화수 | 방송 기간 | 채널                 | 비고 |
| ------------------------ | ---- | --------- | -------------------- | ---- |
| 허클베리핀의 모험        |      | 1976년    | 후지TV               |      |
| 만화 일본 옛날이야기     |      | 1976년    | TBS                  |      |
| 엄마찾아 삼만리          |      | 1976년    | 후지TV               |      |
| 대공마룡 가이킹          |      | 1976년    | 후지TV               |      |
| 머신 하야부사            |      | 1976년    | NET                  |      |
| 고와퍼5 고담             |      | 1976년    | 아사히TV             |      |
| UFO 전사 다이아포론      |      | 1976년    | TBS                  |      |
| 돈 차크 이야기           |      | 1976년    | 도쿄12채널           |      |
| 초전자로봇 콤바트라V     |      | 1976년    | NET                  |      |
| 피코리노의 모험          |      | 1976년    | 아사히TV             |      |
| 그로이저X                |      | 1976년    | 도쿄12채널           |      |
| 브로커군단 머신 블래스터 |      | 1976년    | 후지TV               |      |
| 만화 고향이야기          |      | 1976년    | 도쿄12채널           |      |
| 마그네로보 가킨          |      | 1976년    | NET                  |      |
| 들장미 소녀 캔디         |      | 1976년    | NET                  |      |
| 공룡탐험대 본프리        |      | 1976년    | NET                  |      |
| 호카호카가족             |      | 1976년    | 후지TV               |      |
| 이상한 나라의 폴         |      | 1976년    | 후지TV               |      |
| 꽃의 계장                |      | 1976년    | 마이니치방송         |      |
| 리틀 루루와 작은 동료    |      | 1976년    | 아사히TV             |      |
| 도카벤                   |      | 1976년    | 후지TV               |      |
| UFO 전사 다이아포론 2    |      | 1976년    | 도쿄12채널           |      |
| 만화 세계 옛날이야기     |      | 1976년    | TBS                  |      |
| 로봇코 비튼              |      | 1976년    | TBS                  |      |
| 꼬마 가무의 모험         |      | 1976년    | 교토영화전국계열협회 |      |

## 참고 문헌
- 야마구치 야스오 (2005). 《일본 애니메이션 역사》. 미술문화. 220쪽.